# Langues de Nouvelle-Guinée du Nord
Les langues de Nouvelle-Guinée du Nord sont des langues austronésiennes et constituent un des trois sous-groupes des langues océaniennes occidentales. Elles sont parlées dans le nord de la Papouasie-Nouvelle-Guinée et en Nouvelle-Bretagne. 

## Classification

Les langues océaniennes. Le groupe océanien occidental est entouré en vert

### Place parmi les langues océaniennes
Les langues océaniennes occidentales sont un groupe de premier niveau dans la classification des langues océaniennes de Lynch, Ross et Crowley. 
Selon ces auteurs, l'océanien occidental se partage en trois sous-groupes :
- chaîne méso-mélanésienne[4]
- chaîne de la pointe papoue
- chaîne Nouvelle-Guinée du Nord

### Classification interne
Les langues incluses dans le sous-groupe de Nouvelle-Guinée du Nord sont organisées de la manière suivante :
- chaîne des langues schouten (en)
- famille du golfe d'Huon
  - chaîne du golfe d'Huon du Nord
  - famille des langues Markham
  - chaîne du golfe d'Huon du Sud
  - numbami
- chaîne des langues ngero-vitiaz
  - famille ngero (en)
  - chaîne vitiaz
    - famille bel
    - diverses langues du détroit de Vitiaz
    - chaîne Nouvelle-Bretagne du Sud-Est
    - famille mengen

La question se pose de l'intégration, ou non, des langues sarmi-jayapura dans le sous-groupe.

### Caractéristiques du groupe
La diversité interne des langues nouvelle-guinée du Nord est plus importante que dans les deux autres sous-groupes de l'océanien occidental. Elle atteint son maximum autour du détroit de Vitiaz. Cela implique, pour Lynch Ross et Crowley, qu'il s'agit du foyer d'origine de la chaîne de Nouvelle-Guinée du Nord, à partir duquel les langues se sont répandues.

## Sources
- (en) John Lynch, Malcolm Ross et Terry Crowley, The Oceanic Languages, Richmond, Surrey, Curzon, coll. « Curzon Language Family Series », 2002, 924 p. (ISBN 0-7007-1128-7, lire en ligne)